# Jo van Egmond
Jo van Egmond is een Nederlandse presentatrice. Ze was vijf jaar lang nieuwslezer in het radioprogramma Coen en Sander Show. 

## Carrière
Van Egmond begon in 2007 bij de lokale radiozender AmsterdamFM. Ze studeerde politicologie en journalistiek. Hierna presenteerde ze televisieprogramma's op AT5 en ze werkte als binnen- en buitenlandredacteur bij RTL Nieuws. In 2015 begon ze als parlementair journalist voor WNL-programma Goedemorgen Nederland. 
In 2017 werd ze de vaste nieuwslezer van Coen en Sander Show. Maandag tot en met donderdag werd het programma uitgezonden tussen 16.00 en 19.00 uur op Radio 538. Ze las bulletins op de hele en halve uren. 
In 2020 maakte ze de podcastreeks 1e Klas Verhalen voor LINDA.nl. Daarin sprak ze met vrouwelijke ondernemers.
In 2022 maakte ze bekend te vertrekken bij Radio 538 en maakte de overstap naar PowNed. Daar presenteert ze sinds januari 2023 het radioprogramma 5 Dagen op NPO Radio 1. Het programma wordt telkens op een andere locatie in het land gemaakt.

## Persoonlijk
Jo van Egmond heeft samen met Qmusic-DJ Martijn Biemans een dochter.